# Bec-en-croc de Cuba
Chondrohierax wilsonii
Espèce
Statut de conservation UICN

 CR C2a(ii) : 
En danger critique
Le Bec-en-croc de Cuba (Chondrohierax wilsonii), anciennement connu en tant que Milan de Cuba, est une espèce d'oiseaux appartenant à la famille des Accipitridae.

## Répartition
Il est endémique à Cuba.

## Habitat
Aujourd'hui, il est confiné à la forêt montagnarde où il se nourrit principalement d'escargots arboricoles et de limaces.

## Menaces
Le déclin est principalement attribué à la destruction et à l'altération de l'habitat causées par l'exploitation forestière et la conversion agricole. Les agriculteurs persécutent l'espèce parce qu'ils croient (à tort) qu'elle se nourrit de volaille (Gálvez-Aguilera et Berovides-Alvarez 1997, Raffaele et al. 1998). 

## Population
Sa population est estimée à moins de 250 individus matures.